# Целестрина
Целестрина (на словенски: Celestrina) е село в Словения, Подравски регион, община Марибор. Според Националната статистическа служба на Република Словения през 2002 г. селото има 280 жители.